# Xanthogramma kirgiristana
Xanthogramma kirgiristana är en tvåvingeart som beskrevs av Günther Enderlein 1938. Xanthogramma kirgiristana ingår i släktet kilblomflugor, och familjen blomflugor. Inga underarter finns listade i Catalogue of Life.